# Terminus-Nunatak
Der Terminus-Nunatak ist ein 670 m hoher und markanter Nunatak an der Rymill-Küste des Palmerlands auf der Antarktischen Halbinsel. Er ragt zwischen dem Eureka-Gletscher und dem Riley-Gletscher rund 800 m landeinwärts des George-VI-Sunds auf.
Der US-amerikanische Polarforscher Lincoln Ellsworth fotografierte ihn erstmals bei einem Überflug am 23. November 1935. Die Luftaufnahmen dienten als Grundlage für die kartografische Erfassung durch Ellsworth Landsmann, den Geographen W. L. G. Joerg. Die Vermessung erfolgte 1936 durch Teilnehmer der British Graham Land Expedition (1934–1937) unter der Leitung des australischen Polarforschers John Rymill. Im Jahr 1948 wiederholte der Falkland Islands Dependencies Survey diese Vermessung. Seinen Namen verdankt der Nunatak dem Umstand, dass er den Endpunkt (englisch terminus) der Hundeschlittenroute vom Wordie-Schelfeis über den Eureka-Gletscher zum George-VI-Sund darstellt.